# Hynek Bonuš
Hynek Bonuš (1923 – 1995) byl český fotbalista, obránce. Hrál i hokejovou ligu za AC Stadion České Budějovice.

## Fotbalová kariéra
V československé lize hrál za SK České Budějovice. Gól v lize nedal.

## Ligová bilance (fotbal)
| Ročník              | Zápasy | Góly | Minuty | Klub                |
| ------------------- | ------ | ---- | ------ | ------------------- |
| Státní liga 1947/48 | 12     | 0    | 1 080  | SK České Budějovice |
| CELKEM              | 12     | 0    | 1 080  |                     |